# La Yunta
La Yunta bezeichnet einen Ort und eine Gemeinde (municipio) mit 91 Einwohnern (Stand: 2024) im Nordosten der Provinz Guadalajara in der Autonomen Gemeinschaft Kastilien-La Mancha in Zentralspanien.

## Lage
Poveda de la Sierra liegt im Iberischen Gebirge im Osten der Provinz Guadalajara in einer Höhe von 1105 m. Die Entfernung zur westlich gelegenen Provinzhauptstadt Guadalajara beträgt ca. 95 Kilometer (Fahrtstrecke).

## Bevölkerungsentwicklung
| Jahr      | 1960 | 1970 | 1981 | 1991 | 2001 | 2011 | 2021 |
| Einwohner | 544  | 365  | 223  | 193  | 151  | 113  | 92   |

## Sehenswürdigkeiten

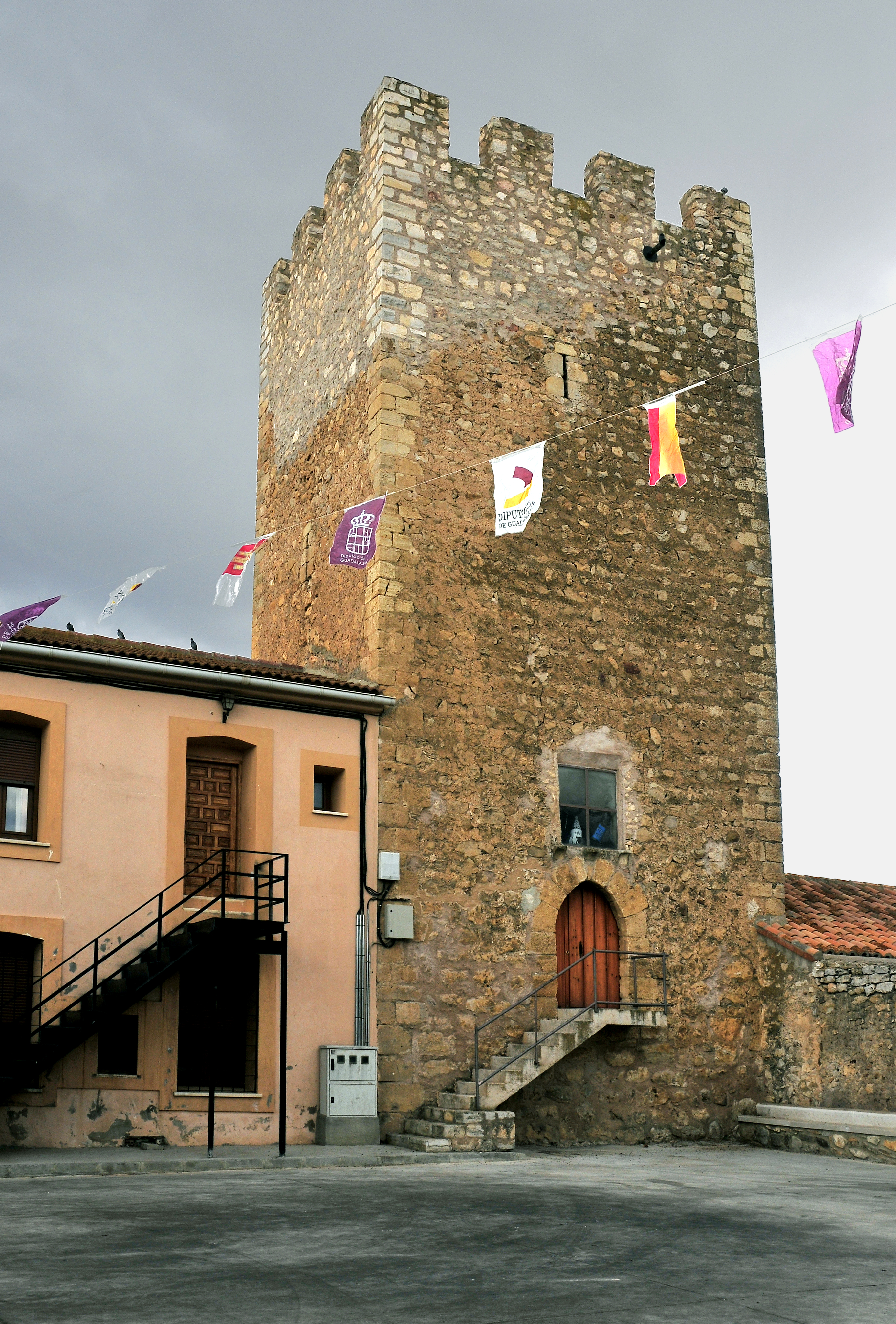
Wachturm
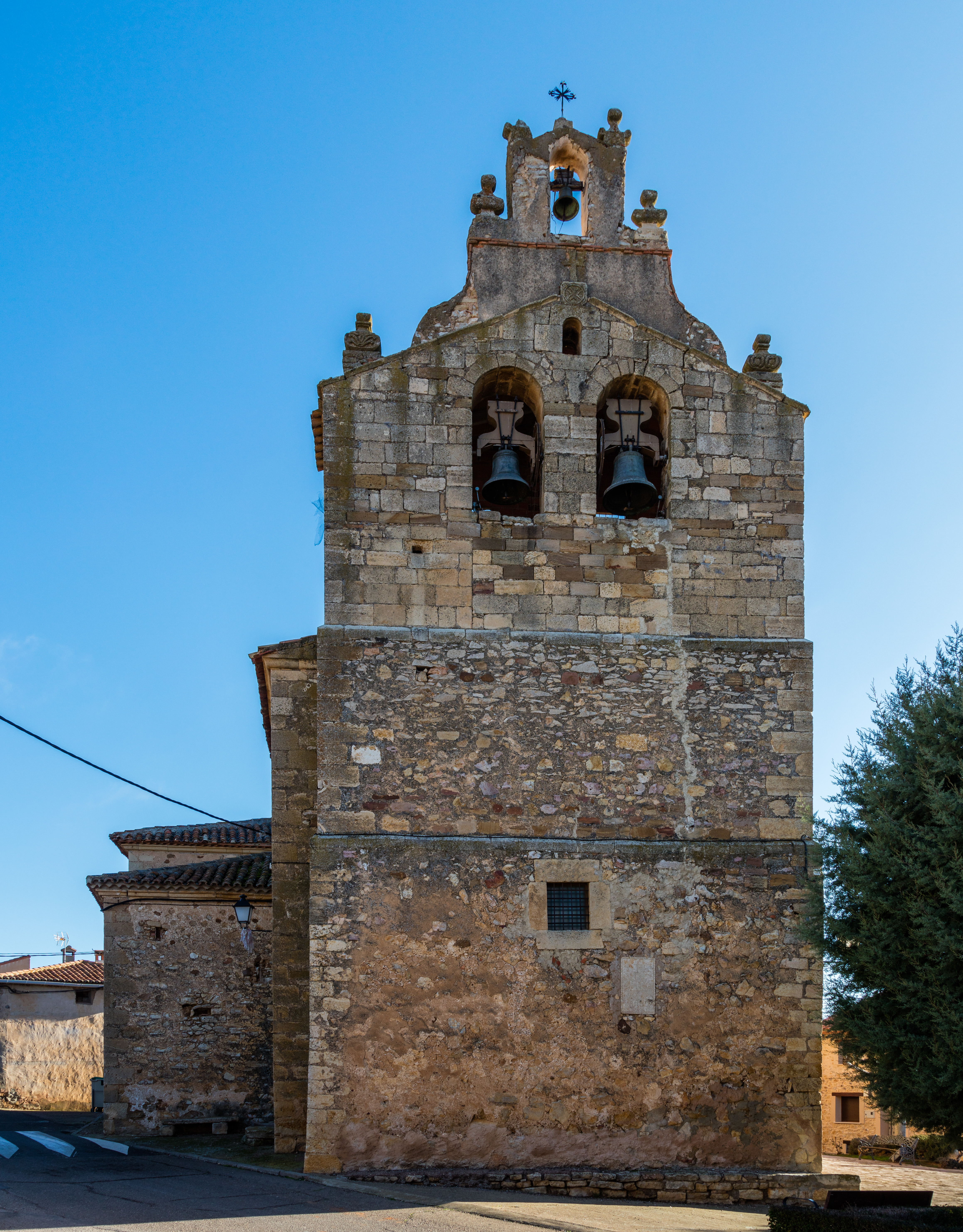
Marienkirche
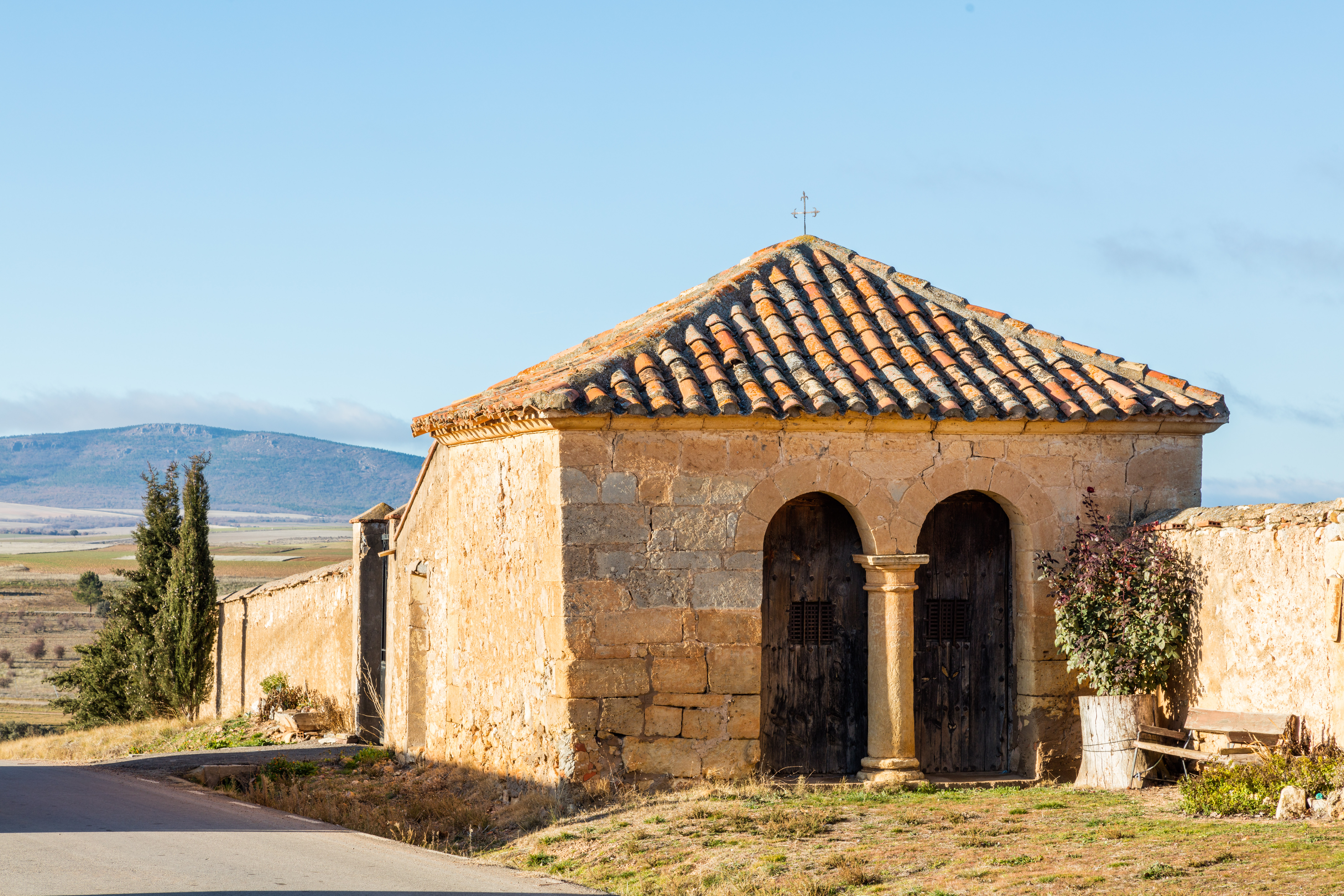
Marienkapelle
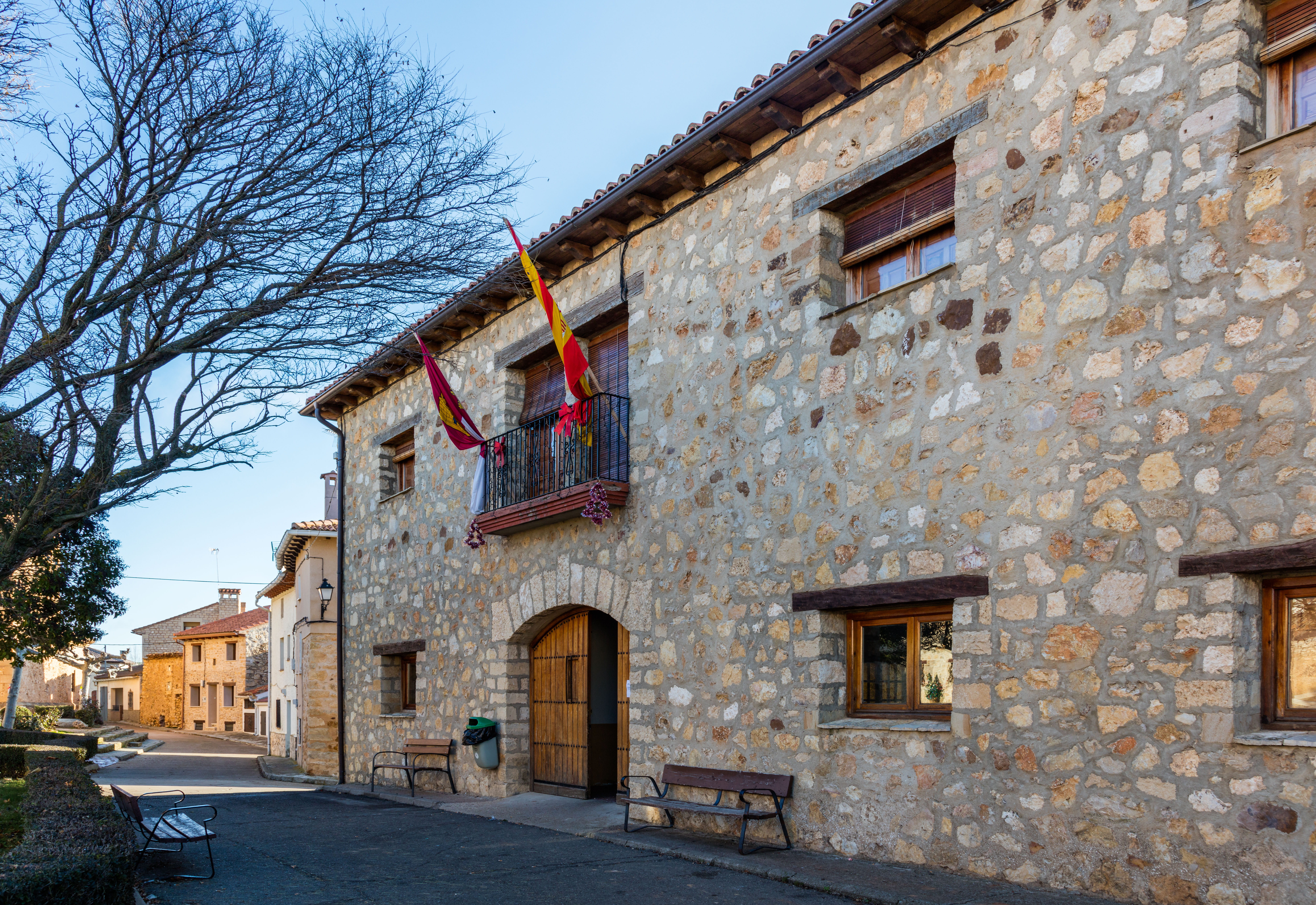
Rathaus

- Wachturm
- Marienkirche
- Marienkapelle
- Rathaus